# Магочий, Пол Роберт
Пол Ро́берт Маго́чий (англ. Paul Robert Magocsi; род. 26 января 1945, Инглвуд, Нью-Джерси, США) — американско-канадский историк русинско-венгерского происхождения, исследователь истории Украины и её различных этнических групп, в том числе Подкарпатской Руси, в современной Канаде.
Пол Роберт Магочий родился в семье этнического венгра и русинки с Украины в штате Нью-Джерси (США), где вырос и получил образование.
Профессор истории и политических наук в Университете Торонто, глава кафедры украиноведения в этом университете, глава Общества мультикультурной истории Онтарио. Пол Магочий является автором многочисленных исследований, посвящённых истории Украины, а также стран Центральной и Восточной Европы. Пол Роберт Магочий является одним из крупнейших специалистов по истории русинского народа и самой значительной фигурой в его культурном возрождении. Почётный председатель и бывший руководитель Всемирного конгресса русинов.
Профессор Магочий изучает историю национализма, в частности этнических групп, проживающих в приграничьях. Он публикует работы в сферах истории, социолингвистики, картографии, изучения иммигрантских групп.

## Работы
- Формирование национальной идентичности: Подкарпатская Русь, 1848—1948. The Shaping of a National Identity: Subcarpathian Rus', 1848—1948 (1978).
- Галиция: Исторический очерк и библиографическое обозрение. Galicia : A Historical Survey and Bibliographic Guide (1983).
- Украина: Исторический атлас. Ukraine: A Historical Atlas (1985).
- Упорство региональных культур: русины и украинцы на их закарпатской родине и за рубежом. The Persistence of Regional Cultures: Rusyns and Ukrainians in Their Carpathian Homeland and Abroad (1993).
- A new Slavic language is born: The Rusyn literary language of Slovakia. — New York, 1996. — VII, 79 p., VII, 68 p.
- Украина: история. Ukraine: A History (1996).
- Исторический атлас Восточно-Центральной Европы. Historical Atlas of East Central Europe (1993).
- История Украины. A History of Ukraine (1998).
- Рождение нового славянского языка: Русинский литературный язык в Словакии. A new Slavic language is born: The Rusyn literary language in Slovakia (1998, совместно с Никитой Толстым).
- Русские американцы. Russian Americans (1998).
- Энциклопедия народов Канады. Encyclopedia of Canada’s Peoples (1999).
- Корни украинского национализма. The Roots of Ukrainian Nationalism (2002).
- Энциклопедия русинской истории и культуры. Encyclopedia of Rusyn History and Culture (2002, совместно с Иваном Попом).
- Аборигенные народы Канады: краткое вступление. Aboriginal Peoples of Canada : A Short Introduction (2002).
- Magocsi, Paul Robert. Encyclopedia of Rusyn History and Culture, University of Toronto Press, Toronto, University of Toronto Press, 2002, ISBN 0-8020-3566-3. Краткое описание Содержание и популярные отрывки
- О сотворении национальностей: Этому нет конца. Of the Making of Nationalities: There is No End (2004).
- Галиция: Мультикультурная земля. Galicia : A Multicultured land. (2005, совместно с Кристофером Ханном).
- Наши люди: Карпато-русины и их потомки в Северной Америке. Our : Carpatho-Rusyns And Their Descendants in North America (2005).
- Карпато-русинские исследования. Аннотированная библиография. Carpatho-Rusyn Studies. An Annotated Bibliography. (Volume III — 2006).
- Народ ниоткуда: Иллюстрированная история русин. The People From Nowhere: An Illustrated History of Carpatho-Rusyns. (2006).
- Украина: Иллюстрированная история. Ukraine : An Illustrated History (2007).